# Pterodon
Pterodon is een geslacht van uitgestorven carnivore zoogdieren dat tot de Hyaenodonta behoort. Hij leefde in het Boven-Eoceen en het Onder-Oligoceen (ongeveer 40-33 miljoen jaar geleden) en zijn fossiele overblijfselen zijn gevonden in Europa en Afrika.

## Beschrijving
Dit dier had een lang, laag lichaam en relatief korte poten (in vergelijking met die van huidige carnivoren). De schedel was vrij groot in verhouding tot de rest van het lichaam en de structuur was behoorlijk robuust. De schedel was ongeveer vijfentwintig centimeter lang en de totale grootte van het dier moet vergelijkbaar zijn geweest met die van een grote hond. Het uiterlijk van de schedel was ook vaag vergelijkbaar met dat van een hond. De snuit was lang en de tanden hadden een zodanige conformatie dat ze dit dier in staat stelden zowel vlees als huid te snijden en botten behoorlijk te verpletteren.

## Classificatie
Pterodon is een typische vertegenwoordiger van de Creodonta en zijn kenmerken hebben ertoe geleid dat paleontologen het hebben opgenomen in de familie Hyaenodontidae. De laatste waren nogal gespecialiseerde creodonten, die in een paar miljoen jaar de belangrijkste roofdieren van het Eoceen en Oligoceen werden. De beste fossielen van Pterodon (wiens naam 'gevleugelde tand' betekent) behoren tot de soort Pterodon dasyuroides en zijn gevonden in het Franse Quercy-veld. Het specifieke epitheton verwijst naar het geslacht Dasyuroides, de Australische dasyuri (Dasyurus), vleesetende buideldieren met tanden die erg lijken op die van Pterodon. Andere soorten (P. africanus, P. syrtos) zijn gevonden in Noord-Afrika. De naaste familieleden van Pterodon worden verondersteld de gigantische creodonten van het geslacht Hyainailouros te zijn.

## Paleobiologie
De rangschikking van de kauwspieren, afgeleid uit de inserties in de schedel en kaak, geeft aan dat dit dier een geavanceerde aanpassing van het kauwapparaat had in de richting van een afschuiffunctie van de tanden van het wanggebied (kiezen en premolaren).